# Teș, Timiș
Teș (română Tieș - 1924) este un sat în comuna Brestovăț din județul Timiș, Banat, România.

## Legături externe

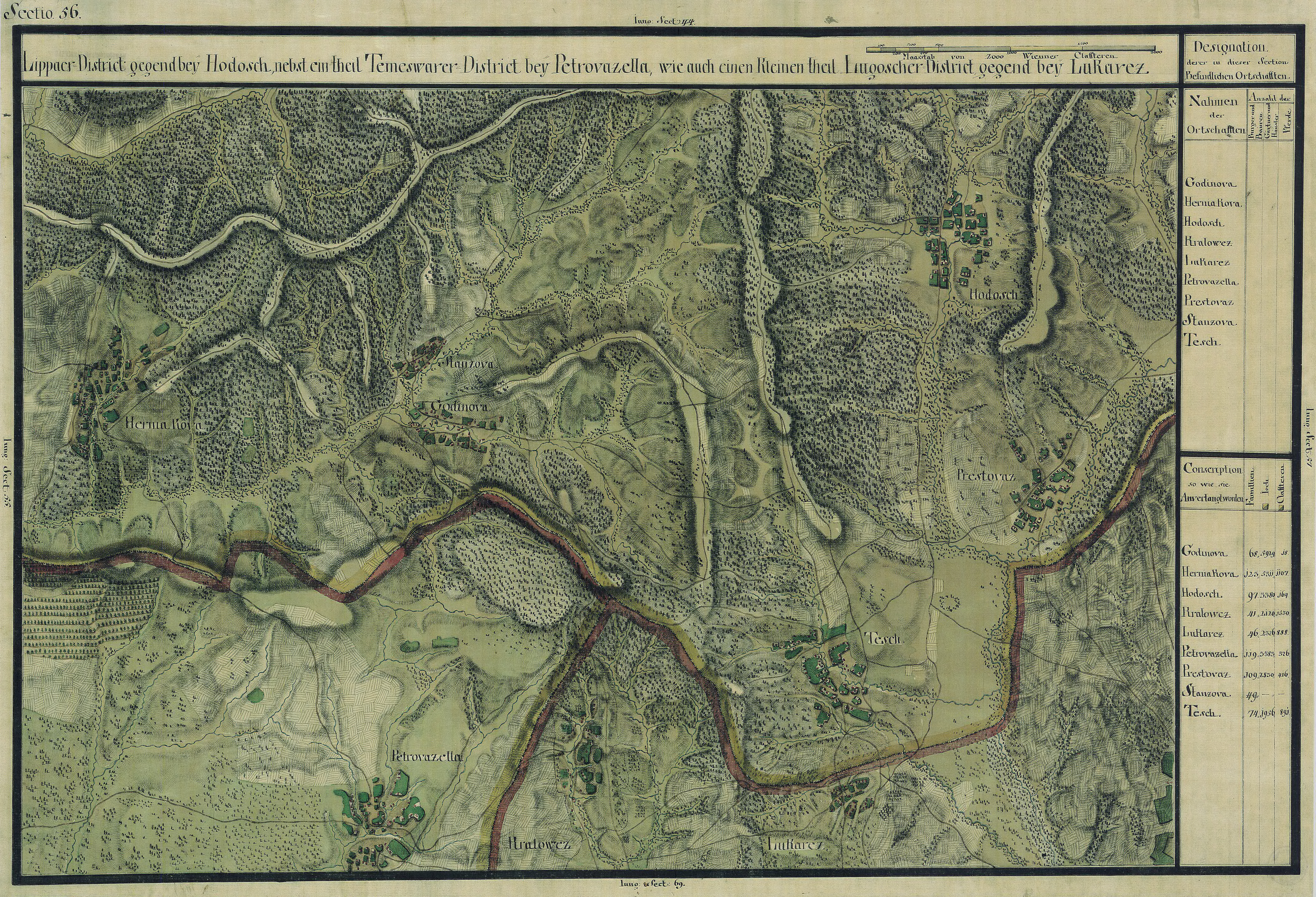
Teş în Harta Iosefină a Banatului, 1769-72